# APOPO
APOPOは、ベルギー人社会的起業家、バート・ウィートジェンスによって創設された、タンザニアに本拠を置く社会的企業である。アフリカオニネズミと呼ばれるアフリカ原産のネズミを訓練し、その優れた嗅覚を活用して、地雷を探知・除去する事業を展開している。厳しい訓練を乗り越え、基準に合格したネズミたちはヒーローラッツと呼ばれている。ヒーローラッツの特色は、アフリカ地域が抱える人道上の問題に対し、アフリカにある資源を用いながら、アフリカの人間の手によって育成・展開可能な、低コストで、しかし他の地雷探知技術と同レベルの成果を上げることが期待される、全く新しい地雷探査の技術を提供しているという点である。近年では、訓練されたネズミの嗅覚を利用して、人々の唾液から結核菌を検出する技術の開発も進められており、既にタンザニアの5か所の病院にて実用段階に入っている。ヒーローラッツは、人間社会が抱える人道的な問題、危険に対して、ネズミの嗅覚という新しい解決を提案するものである。

## 概要
APOPOの創業者であるバート・ウィートジェンスは、幼少の頃、ネズミを非常にかわいがり、これをペットとして飼っていた。成人するに従って、ネズミへの関心は薄れてはいったものの、彼らと遊んだ思い出は、常に胸の奥深くにあったという。年を経て、残留地雷が抱える問題の深刻さを知るようになったバートは、幼少の頃に飼っていたネズミのことを強く思い出すようになる。というのも、ネズミが持っている非常に鋭敏な嗅覚と、反復運動を通じて訓練を積ませることの容易さを組み合わせれば、訓練されたネズミに地雷に含まれる火薬のにおいを特定させるという方法で、地雷探知・除去事業に貢献できるのではないかと考えたからである。またネズミ程度の軽い体重であれば地雷の上に乗る・通過しても爆発に至る可能性が低い事も利点に挙げられる。当初はベルギーで研究を始めたバートであったが、やがてタンザニアのモロゴロ（ソコイネ大学内）に本拠を移すようになる。残留地雷に苦しむアフリカの人間が、先進国の設備の援助に頼らずとも自分たちで地雷の発見・除去作業ができないか、技術の局地化をすることが重要ではないかと考えるに至ったからだと言われる。
ネズミを使った地雷探知・除去作業は、施設での研究、トレーニングを経て、遂に隣国モザンビークで行われた実地作業において、実際の地雷を発見するに至る。以降、順調に規模を拡大し、これまでに約130万平方メートルの調査を完了し、住民たちに安全な土地を取り戻すことに貢献している。これは、甲子園球場100個分の広さに相当する。
地雷探知事業での成功を背景に、アフリカが抱える別の問題にも、ネズミの嗅覚を活用する取り組みが進められている。サブサハラ地域において年間200万人が亡くなると言われる結核である。バートが開発した手法は、訓練されたネズミが人間の唾液中から結核菌を発見するというものであり、病院から集められた唾液サンプルの上をネズミが歩いて判断するというものである。唾液全体における結核菌のにおいの有無をネズミに判断させるため、一部のみを人間が顕微鏡を使った視覚で判断する場合に比べて、結核菌の見落としが少ないという利点がある。既に実用段階にあり、タンザニアの5つの病院で、ネズミが結核判定の二次検査に用いられている。毎週10～15件の、医師が見落とした結核菌の含まれる唾液サンプルが見つかるという。

## ギャラリー

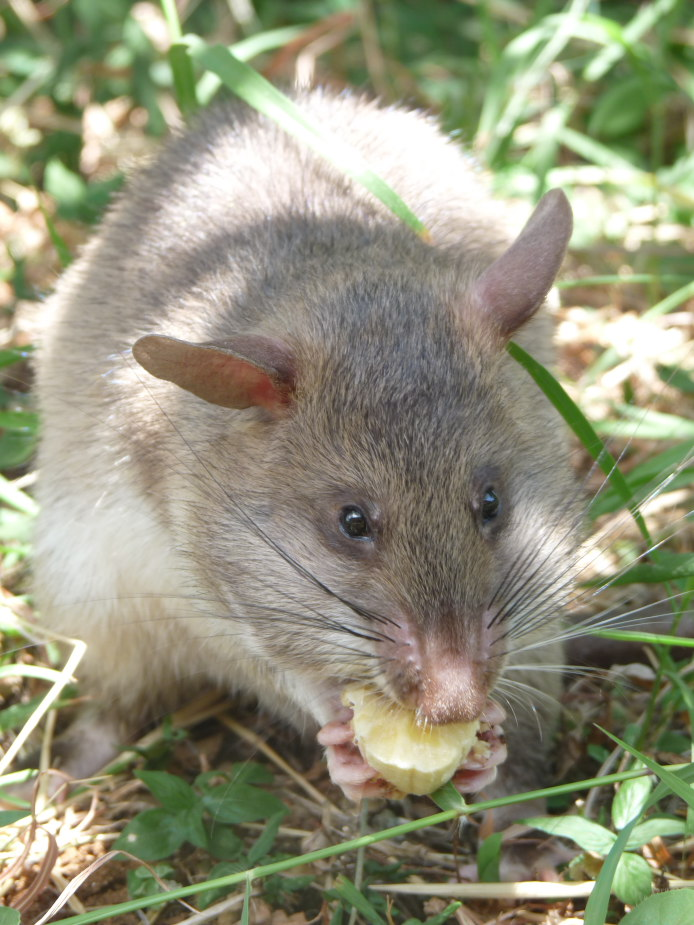
バナナを食べるHeroRAT
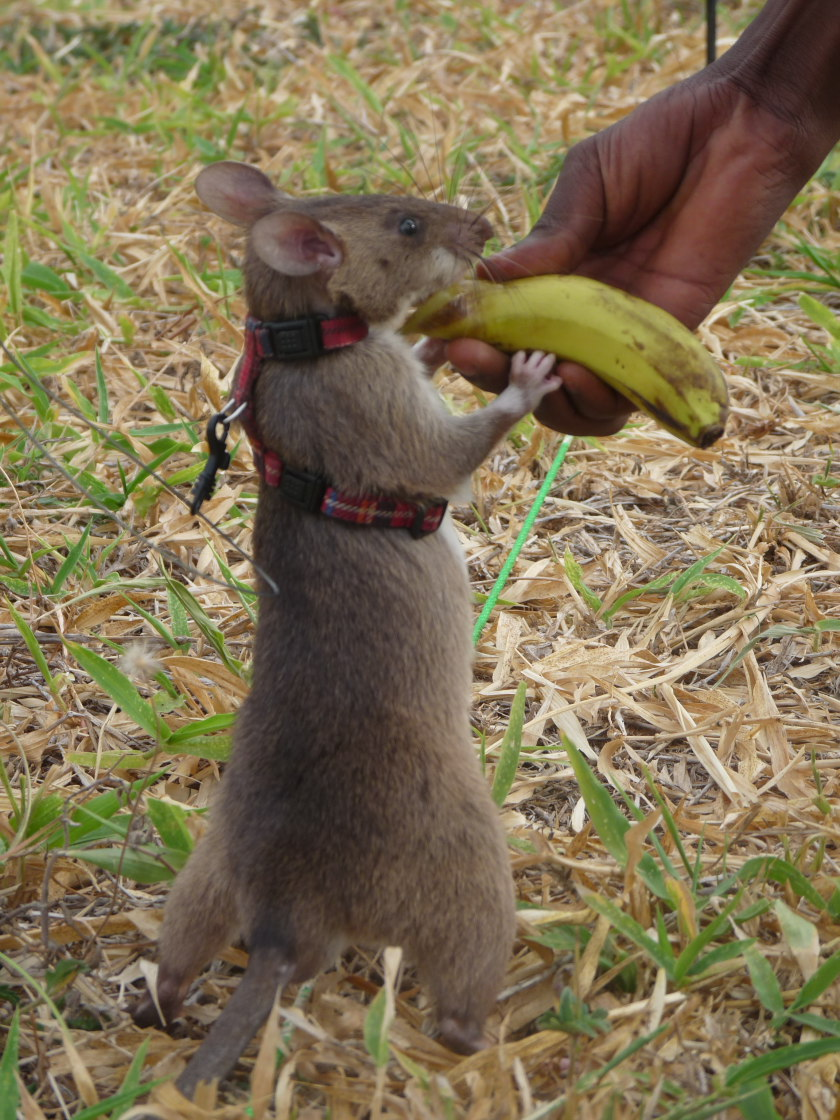
訓練場において地雷を発見し、褒美のバナナをもらうHeroRAT
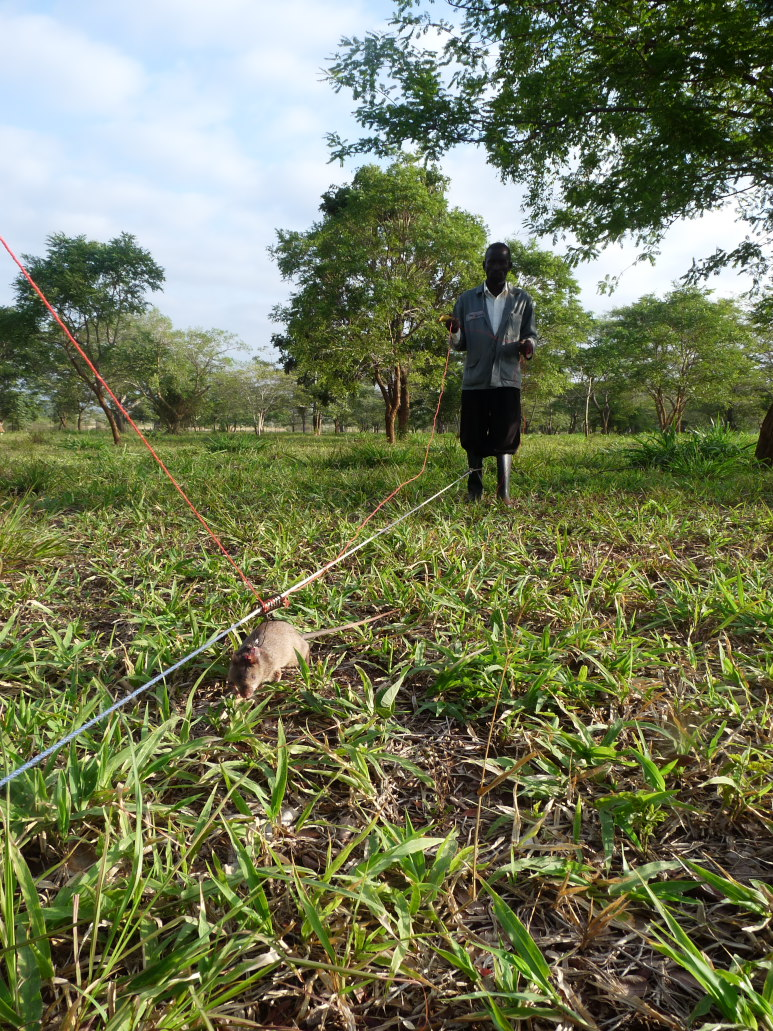
訓練場のあるモロゴロで、地雷を探すHeroRAT
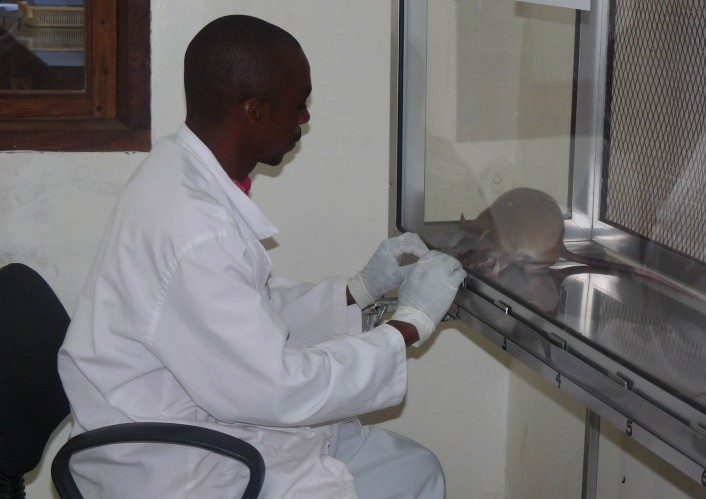
結核菌の検出を行うHeroRAT
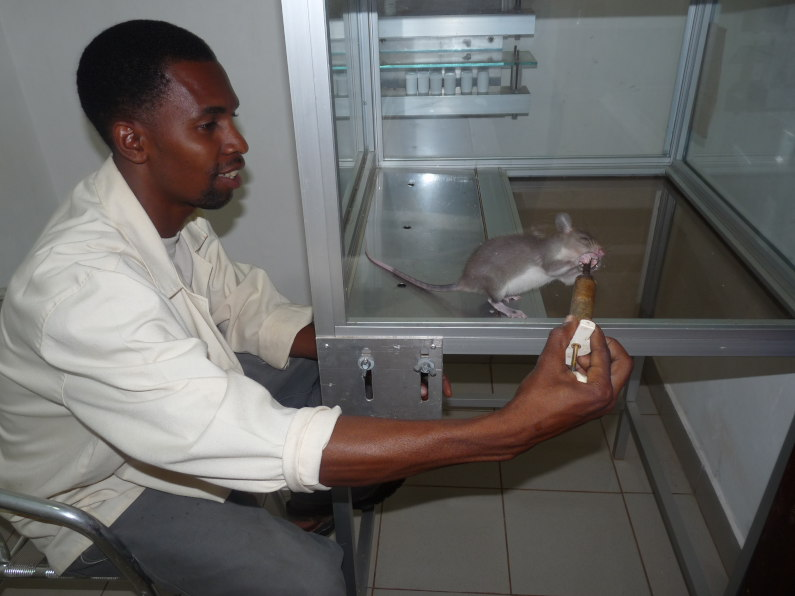
火薬を見つければクリック音が鳴り、褒美としてバナナやピーナッツがもらえることを教わるHeroRAT
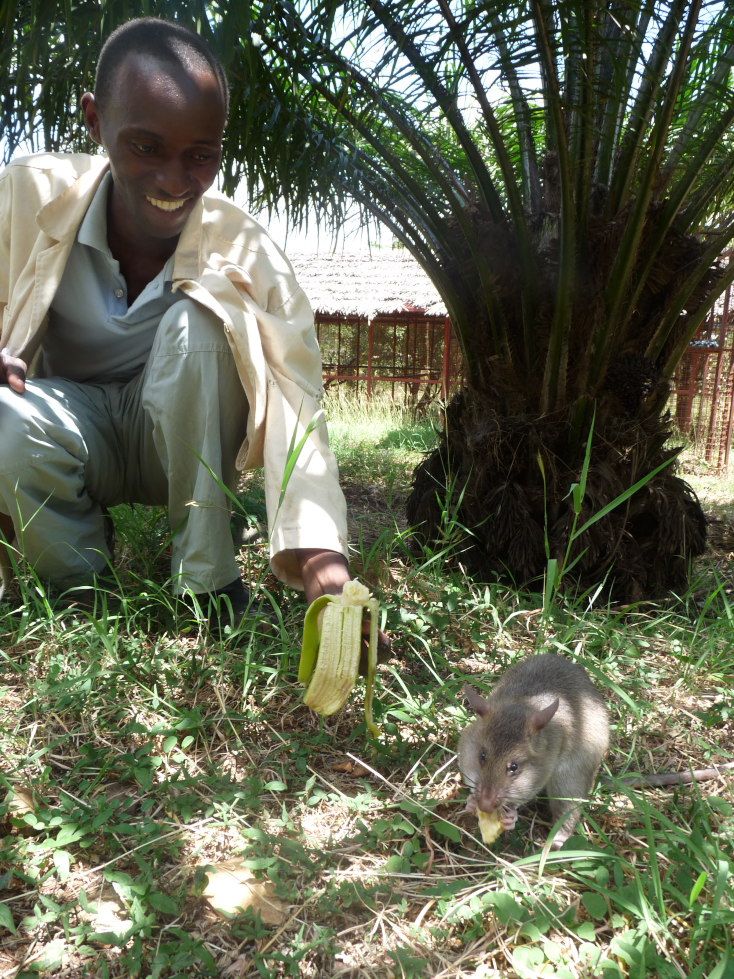
HeroRATと訓練士